# Khu vực North Burnett
Khu vực North Burnett (tiếng Anh: North Burnett Region) là một đơn vị hành chính cơ sở thuộc tiểu bang Queensland, Úc. Khu vực này được thành lập năm 2008 trên cơ sở sáp nhập nhiều hội đồng địa phương cũ trong vùng. Tên gọi North Burnett xuất phát từ vị trí địa lý của vùng - nằm ở phía bắc lưu vực sông Burnett.
Ngân sách của vùng ước tính khoảng 32 triệu đô-la.

## Lịch sử
Trước thời điểm cải cách hành chính tiểu bang năm 2008, địa bàn khu vực North Burnett ngày nay có 6 đơn vị hành chính cơ sở, bao gồm: Quận Biggenden, Quận Eidsvold, Quận Gayndah, Quận Monto, Quận Mundubbera và Quận Perry.
Đơn vị hành chính cơ sở đầu tiên trong vùng là thị trấn Gayndah thành lập ngày 28 tháng 11 năm 1866 theo Đạo luật Thành lập Thị trấn 1864. Ngày 11 tháng 11 năm 1879, các Phân khu Rawbelle và Perry được thiết lập để quản lý các hoạt động kinh tế-xã hội trong vùng theo Luật Ban điều hành Vùng 1879. Một phân khu thứ ba, Eidsvold, được lập nên ngày 25 tháng 1 năm 1890.
Ngày 31 tháng 3 năm 1903, căn cứ theo Luật Chính quyền Địa phương 1902 vừa được ban bố, Gayndah được chuyển thành thị xã (town) còn các phân khu nói trên trở thành các quận (shire). Ngày 3 tháng 6 năm 1905, thành lập Quận Degilbo với trung tâm nằm ở Biggenden, trên cơ sở tác một phần Quận Burrum kế cận. Ngày 19 tháng 5 năm 1915, thành lập thêm Quận Auburn (sau này đổi tên thành Mundubbera). Ngày 17 tháng 3 năm 1923, Quận Rawbelle đổi tên thành Quận Gayndah (theo tên thị xã) và ngày 24 tháng 5 năm 1924, hợp nhất với thị xã Gayndah thành quận mới. Ngày 3 tháng 3 năm 1932, điều chỉnh địa giới quận Eidsvold để lập thêm Quận Monto. Đến ngày 12 tháng 7 năm 1941, Quận Degilbo đổi tên thành Biggenden.

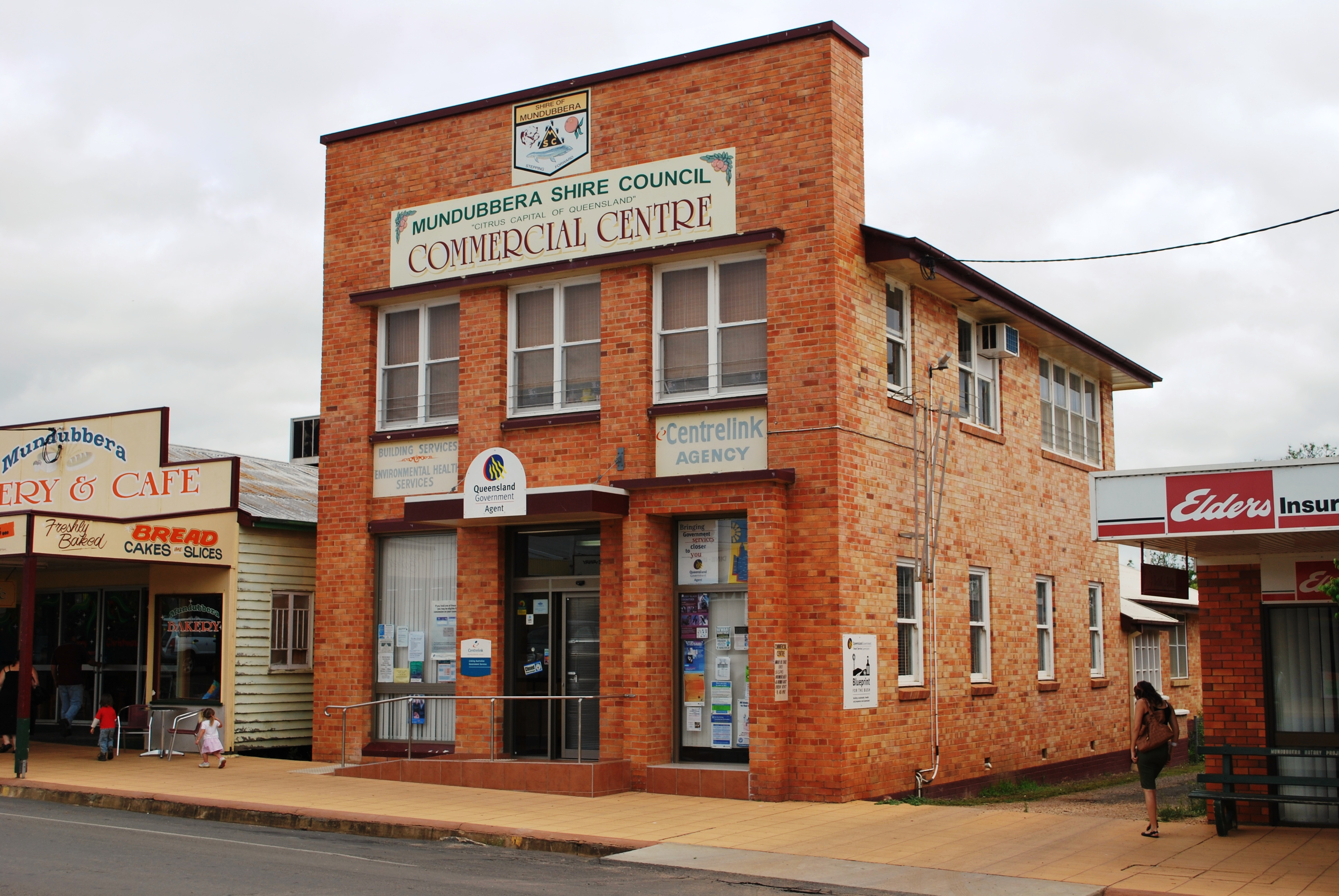
Trung tâm dịch vụ Hội đồng, 2008

Tháng 7 năm 2007, Ủy ban Cải cách Chính quyền Địa phương ra thông báo kết luận về tiến trình cải cách hành chính. Theo đó, Ủy ban này đề xuất hợp nhất sáu khu vực trên thành một đơn vị hành chính mới do "sáu chính quyền địa phương cùng quản lý kinh tế và dịch vụ cộng đồng trên một khu vực địa lý nhỏ với số dân chỉ có 10,000 dân khiến cho công tác điều hành kém hiệu quả". Ủy ban cho rằng việc hợp nhất sẽ tạo nên nhiều tiềm năng quy hoạch chiến lược một cách đồng bộ và nâng cao năng lực quản trị và hoạch định chính sách trong vùng; ngoài ra, việc này còn giúp tập trung nguồn vốn để phát triển một thị xã trở thành trung tâm lớn trong khu vực. Sở Ngân khố Queensland xếp loại 4/6 khu vực trên vào thứ hạng yếu về độ bền vững tài chính. Về phần các vùng, tất cả các hội đồng trong 6 khu vực này đều phản đối, cho rằng chỉ nên hợp nhất với 1-2 khu vực trong vùng, hay với các khu vực bên ngoài (như Kolan và Gladstone/Calliope). Tuy nhiên, mặc cho nhiều tranh cãi, đề xuất trên đã được thông qua. Ngày 15 tháng 3 năm 2008, các hạt cũ chấm dứt hoạt động và người dân tiến hành bầu cử chọn hội đồng của vùng North Burnett mới.

## Hội đồng
Khu vực được chia thành sáu phân khu bầu cử. Mỗi phân khu có một ủy viên do cư dân ở đó lựa chọn. Thị trưởng được toàn bộ người dân trong vùng lựa chọn. Joy Jensen, Quận trưởng Quận Perry cũ, được chọn làm Thị trưởng Khu vực North Burnett khóa đầu tiên. Năm 2012, ông lại tái đắc cử nhiệm kỳ 2.

## Di sản văn hóa
Ngày 5 tháng 5 năm 2014, Hội đồng Khu vực North Burnett công bố Danh mục Di sản địa phương gồm 64 danh thắng nổi tiếng trong vùng.

## Dân số
| Năm  | Tổng cộng | Biggenden | Eidsvold | Gayndah | Monto | Mundubbera | Perry |
| ---- | --------- | --------- | -------- | ------- | ----- | ---------- | ----- |
| 1933 | 14,322    | 2,476     | 1,475    | 3,760   | 3,514 | 2,302      | 795   |
| 1947 | 13,861    | 2,179     | 1,313    | 3,407   | 4,270 | 2,064      | 628   |
| 1954 | 13,917    | 1,974     | 1,311    | 3,352   | 4,458 | 2,326      | 496   |
| 1961 | 13,993    | 1,882     | 1,242    | 3,400   | 4,397 | 2,617      | 455   |
| 1966 | 13,715    | 1,722     | 1,702    | 3,182   | 4,155 | 2,580      | 374   |
| 1971 | 12,230    | 1,639     | 1,222    | 3,107   | 3,495 | 2,391      | 376   |
| 1976 | 11,504    | 1,532     | 1,231    | 2,814   | 3,228 | 2,395      | 304   |
| 1981 | 11,565    | 1,411     | 1,256    | 2,859   | 3,249 | 2,481      | 309   |
| 1986 | 11,583    | 1,553     | 1,212    | 2,887   | 3,266 | 2,355      | 310   |
| 1991 | 11,230    | 1,574     | 1,028    | 2,856   | 3,058 | 2,340      | 374   |
| 1996 | 11,243    | 1,570     | 970      | 2,916   | 2,922 | 2,514      | 351   |
| 2001 | 10,782    | 1,486     | 933      | 2,894   | 2,592 | 2,451      | 426   |
| 2006 | 10,551    | 1,506     | 876      | 2,911   | 2,577 | 2,236      | 445   |